# Via Domiziana
La Via Domiziana o Domitiana, in Campania, è la più grande strada costruita  per opera dell'imperatore romano Domiziano nel 95 d.C., per migliorare i collegamenti tra il porto di Puteoli, l'odierna Pozzuoli, e il resto dell'impero.
La strada prende origine dall'antica Via Appia all'altezza di Sinuessa (odierna Mondragone) per poi costeggiare il litorale a nord di Napoli. Venne poi severamente danneggiata durante il V secolo, per poi essere ricostruita nel XVI secolo per conto del Regno di Napoli. Nel XX secolo sono state costruite una strada statale poi diventata provinciale e successivamente una nuova strada statale che ricalcano in parte l'antico tracciato.

## Tracciato
La Via Domiziana iniziava a Sinuessa (Mondragone), staccandosi dalla Via Appia. In effetti non si trattava di una vera e propria strada nuova, ma piuttosto dell'ampliamento e completamento di una strada secondaria preesistente che collegava le città della costa campana. Essa ricalcava in parte il tracciato della Fossa Neronis, il canale navigabile voluto da Nerone che avrebbe dovuto collegare Roma con Puteoli, la cui costruzione fu iniziata, per essere poi interrotta alla morte di Nerone e non più completata.

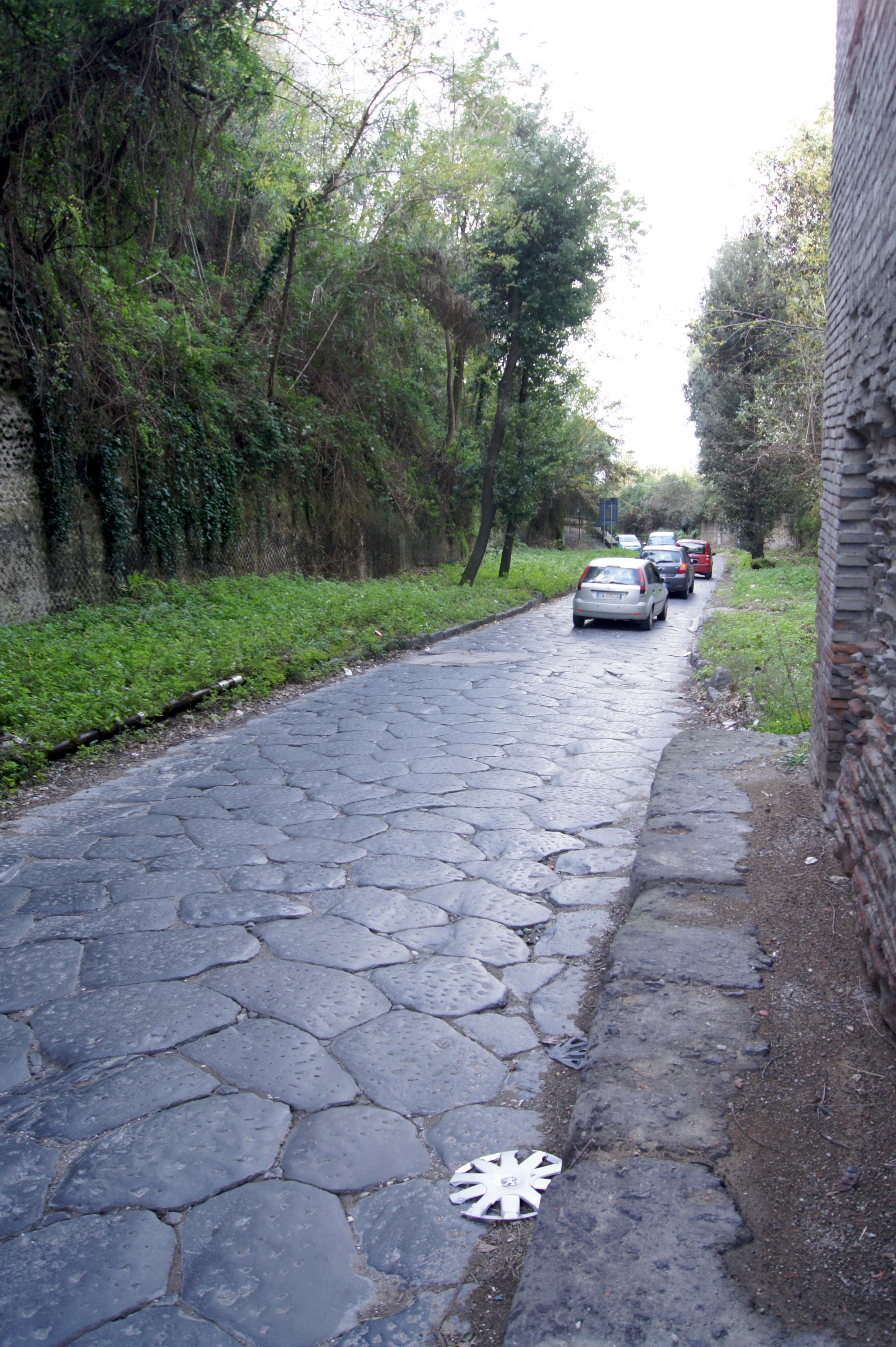
La Domiziana che passa sotto l'Arco Felice

La Via Domiziana, dopo Sinuessa, attraversava il fiume Savone, quindi giungeva sul Volturno che veniva attraversato con un grande ponte a varie arcate di cui si conservano ancora oggi alcuni resti inglobati nel Castello medievale di Castel Volturno. Dopo Volturnum la strada proseguiva verso sud, costeggiava la zona paludosa di Lago Patria, quindi attraversava il fiume Clanis (attuale canale dei Regi Lagni) e giungeva a Liternum, nell’attuale Giugliano in Campania.
Dopo Liternum la strada proseguiva per Cuma costeggiando la riva occidentale del Lago di Licola. Passava per il varco del Monte Grillo sotto all'Arco Felice, poi proseguiva passando a nord del lago d'Averno e da qui terminava a Puteoli.
Il percorso completo della Domiziana, da Sinuessa a Puteoli, era lungo 33 Miglia romane, ovvero circa 49 km.

## La poesia di Stazio
Publio Papinio Stazio poeta romano dell'età flavia, scrisse una poesia sulla Domiziana che oltre a sottolineare il progresso portato dalla nuova strada, facendo elogi all'imperatore, è anche un'interessante testimonianza della costruzione di strade durante l'Impero romano.